# Tvede-Linde Kommune
Tvede-Linde Kommune var en dansk sognekommune i Randers Amt fra 1842 til 1970. Kommunen bestod af Tvede og Linde Sogne. Den blev ved kommunalreformen i 1970 en del af Nørhald Kommune.